# Cierp-Gaud-Signac
Pour les articles homonymes, voir Cier.
Cierp-Gaud-Signac est une ancienne commune de la Haute-Garonne. Créée en 1973, elle est issue de la fusion des communes de Cierp-Gaud et Signac. En 1983, Cierp-Gaud-Signac devient Cierp-Gaud à la suite du rétablissement de Signac.

## Démographie
| 1975 | 1982  |
| ---- | ----- |
| 950  | 1 019 |